# 日本大道院純陽宮

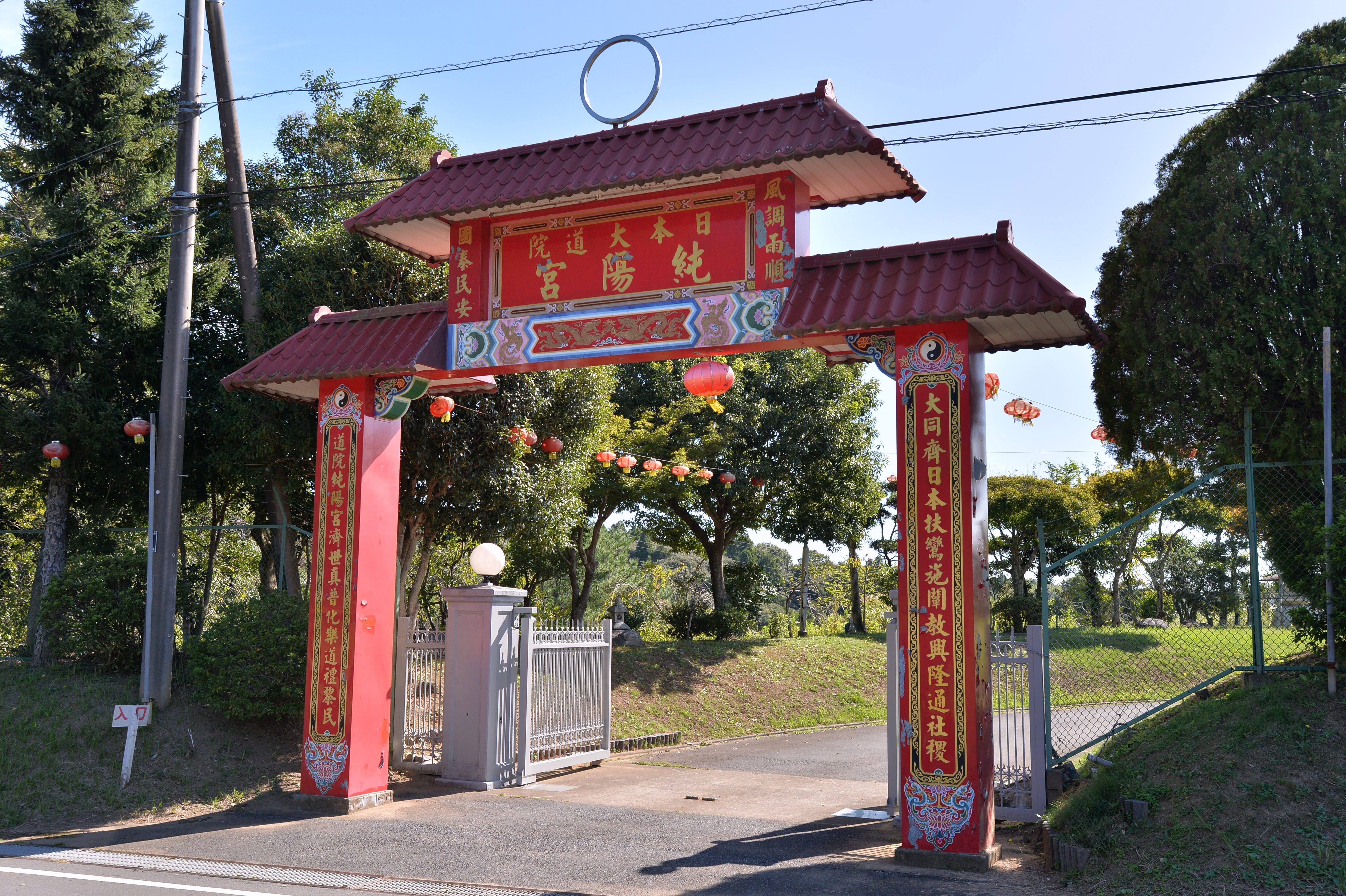
日本大道院純陽宮　正門

日本大道院純陽宮（にほんだいどういんじゅんようぐう）は、千葉県香取郡神崎町にある、台湾の道教系新宗教の道場である。

## 概要
日本大道院純陽宮は、玄門という台湾に発祥した道教系の新宗教の日本支部である。同教の公式ウェブサイトによると、玄門は1976年に台湾台南市関廟区にある無極混元玄枢院で創立され、現在の総本山は台湾台中市和平区にある谷関大道院であるという。玄玄上人、木公老祖、瑤池老母の三神を主として奉っている。扶鸞などにより神意を尋ねる。玄門は自らを唯一の修行法門、唯一の真理の門とした上で、宗教を隔てないとしてあらゆる宗教の源に帰り、真理の道を進み、仙籍に昇ることを説いている。
- 拝殿
- 事務所

## 日本での活動
日本大道院純陽宮の信徒は台湾人がほとんどだが、ウェブサイトに「日本大道院純陽宮は宗派問わず、どなたでも参拝や修業のできる道場です」とある通り、日本人の参拝や見学も歓迎される。純陽宮では精進料理を無料で提供しているという。
地元との関りとしては、神崎町の酒蔵まつりやいきいきフェスティバルなどのイベントで精進料理の出店を行ったりするほか、東日本大震災など日本での災害について慰霊祭などを催したり、自治体に寄付などを行っている。

## 沿革
公式ホームページによると、沿革は下記のようにある。
1980年に千葉県成田市伊能に東京伊能純陽宮を建立、2003年に千葉県香取郡神崎町に移転し、日本大道院純陽宮と名を改める。

## 年中行事
- 正月 新年大法会(1日、2日、3日):世界平和、国運の繁栄、社会安定を祈願
- 正月 安奉太歳:年の守護神を安置、光明灯の点灯式
- 5月 金真禮斗祈安錫福大法会、呂仙祖の聖誕祝い
- 旧暦(2月19日、6月19日、9月19日)観音会:観音様記念日、法要
- 12月送神祭:吉日に年の守護神を天界にお送りし、光明灯の除灯式
- 毎月行事旧暦1日、15日神様に感謝の日礼拝、祈祷